# Ô (vật dụng)

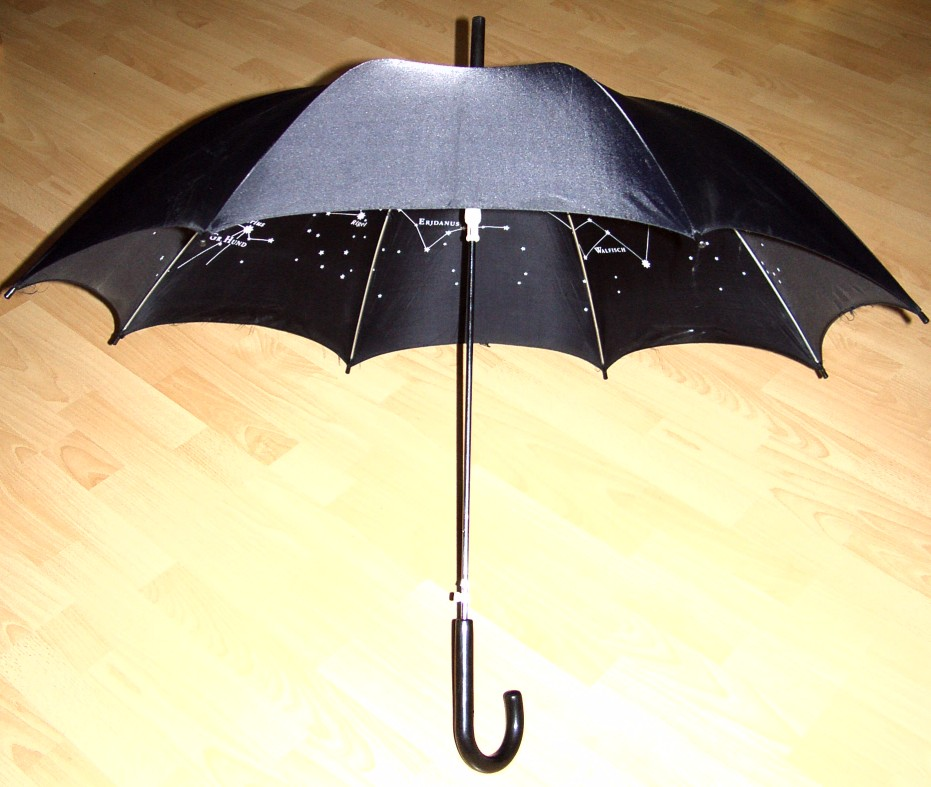
Một chiếc ô

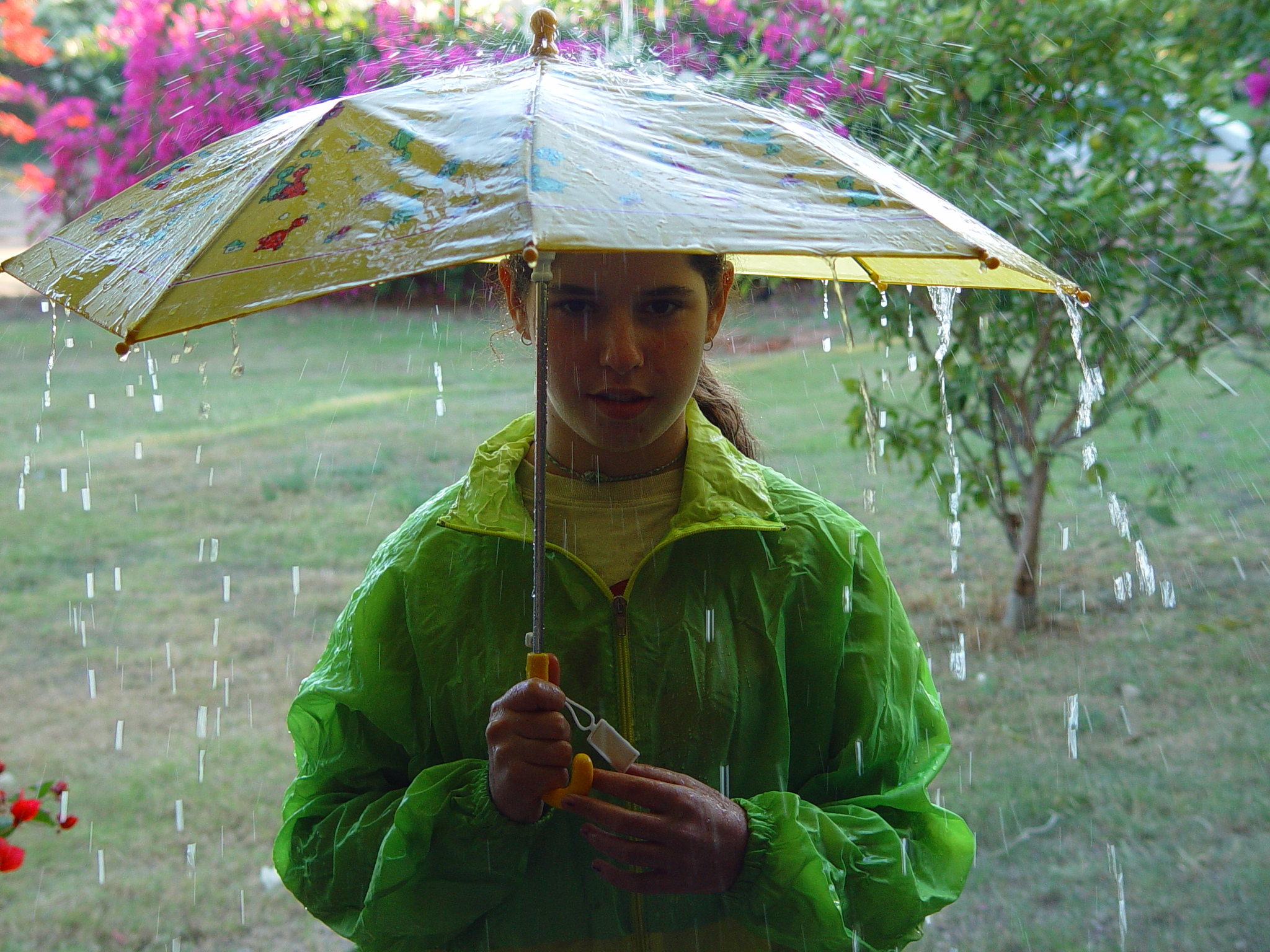
Che ô tránh mưa

Ô hay dù là một loại dụng cụ, đồ vật cầm tay dùng để che mưa, che nắng hoặc làm đẹp (phụ nữ hoặc giới quyền quý xưa, ô trang trí cho phụ nữ thường có màu sắc và nông lòng hơn). Ô là vật dụng được thiết kế gồm cán ô (hay thân dù, giống cây gậy ba toong) và lọng ô, dụng cụ bằng vải có hình cây nấm để che đậy được gắn cố định vào cán ô và có khả năng xòe, gấp để có thể cụp hoặc bật ô, gấp xếp cho gọn.

## Lịch sử

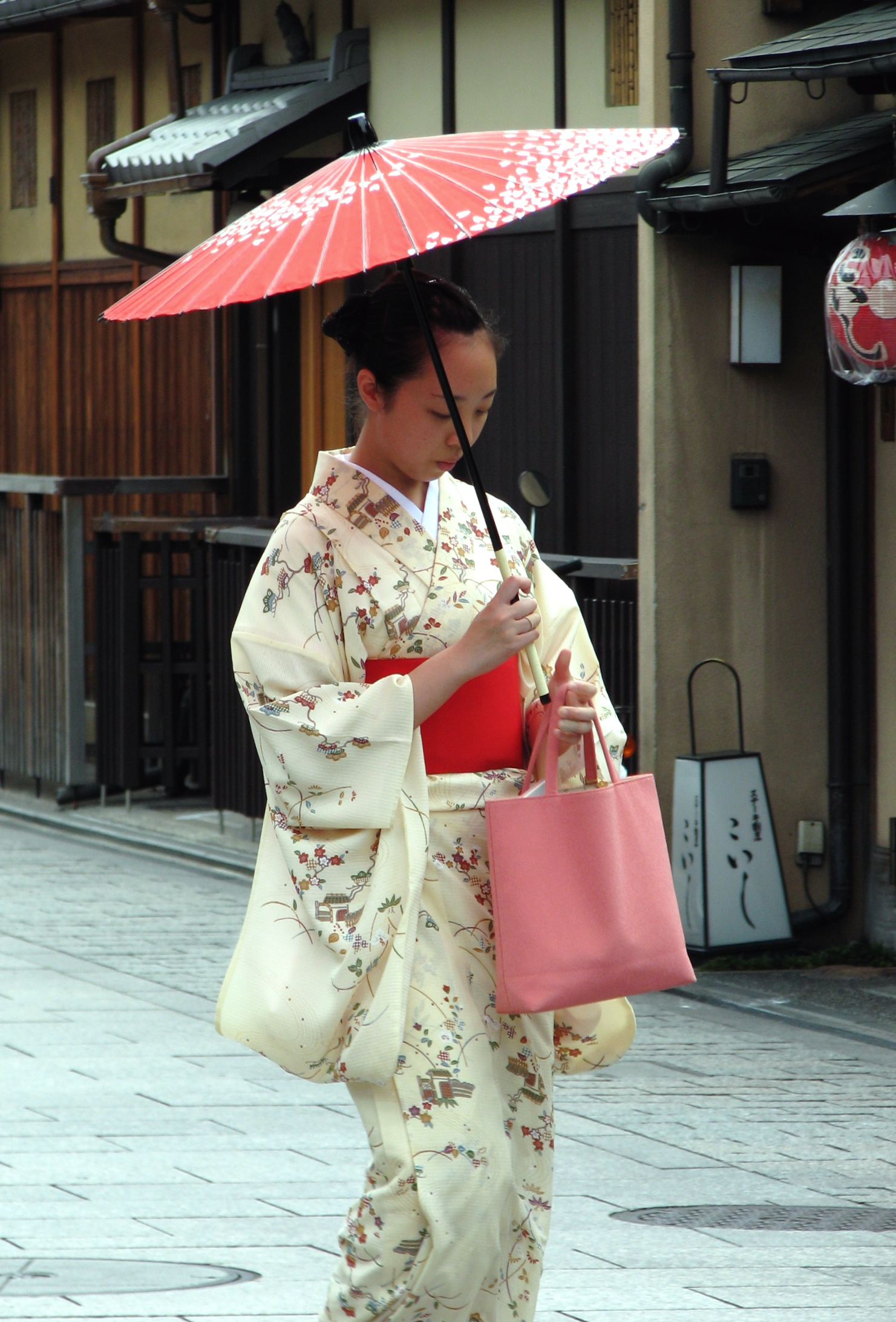
Kimono và ô giấy dầu

Dù có nguồn gốc từ Trung Quốc và được sử dụng thông dụng trong thế giới ngày nay. Trong lịch sử, ô cũng được phát hiện ở các khu vực văn minh như Trung Đông, Lưỡng Hà, Ai Cập, Hy Lạp cổ đại, La Mã, Ấn Độ. Ô xuất hiện nhiều trong lịch sử và văn hóa. Ở một số nước, việc che ô, lọng là hoạt động phô trương của tầng lớp quyền quý, giàu có, phụ nữ cũng che ô để làm đẹp, ô thường đi kèm với bộ váy đầm và chiếc mũ vải là hình ảnh tiêu biểu cho một quý cô ở Phương Tây thời Trung và cận đại. Ở Nhật Bản, hình ảnh một thiếu nữ Nhật mặc bộ đồ kimono và che ô giấy dầu là hình ảnh khá phổ biến….

## Trong văn hóa và đời sống
Hình ảnh chiếc ô còn hiện diện trong văn hóa, trong tiếng Việt, thuật ngữ "ô dù" còn dùng để chỉ bóng gió về việc bao che của cấp trên cho cấp dưới hoặc chỉ về người được nâng đỡ.
Hình ảnh chiếc ô cũng được in trên hàng hóa dùng để ký hiệu quy định loại hàng hóa này phải được bảo quản nơi khô ráo, tránh ẩm ướt. Một phần mềm diệt vi rút, như Avira cũng dùng hình ảnh chiếc ô làm biểu tượng cho sản phẩm của mình.